# رقص خیابانی (فیلم)
رقص خیابانی (به انگلیسی: StreetDance) یک فیلم ۳ بعدی درام بریتانیایی محصول سال ۲۰۱۰ است.

بازیگرانی مانند شارلوت رمپلینگ ، النور برون ، نیکلا برلی و ستارگان برنامهٔ بریتانیا استعداد دارد ، جورج سمپسون و گروه رقص "فاولس" و "دایورسیتی" در این فیلم ایفای نقش میکنند.